# Vila Pouca de Aguiar (freguesia)
Vila Pouca de Aguiar is een plaats (freguesia) in de Portugese gemeente Vila Pouca de Aguiar en telt 3456 inwoners (2001).